# Pia
Pour les articles homonymes, voir Pia (homonymie).
Pia  est une commune française, située dans le nord-est du département des Pyrénées-Orientales en région Occitanie. Sur le plan historique et culturel, la commune est dans le Roussillon, une ancienne province du royaume de France, qui a existé de 1659 jusqu'en 1790 et qui recouvrait les trois vigueries du Roussillon, du Conflent et de Cerdagne.
Exposée à un climat méditerranéen, elle est drainée par l'Agly, la Llavanera.
Pia est une commune urbaine qui compte 11 174 habitants en 2022, après avoir connu une forte hausse de la population depuis 1962. Elle est dans l'agglomération de Perpignan et fait partie de l'aire d'attraction de Perpignan. Ses habitants sont appelés les Pianencs ou  Pianencques.

## Géographie

### Localisation
La commune de Pia se trouve dans le département des Pyrénées-Orientales, en région Occitanie.
Elle se situe à 6 km à vol d'oiseau de Perpignan, préfecture du département, et à 7 km de Saint-Laurent-de-la-Salanque, bureau centralisateur du canton de la Côte salanquaise dont dépend la commune depuis 2015 pour les élections départementales.
La commune fait en outre partie du bassin de vie de Perpignan.
Les communes les plus proches sont : 
Bompas (1,8 km), Claira (3,3 km), Rivesaltes (4,7 km), Villelongue-de-la-Salanque (5,5 km), Perpignan (5,6 km), Peyrestortes (5,7 km), Saint-Hippolyte (5,8 km), Torreilles (6,1 km).
Sur le plan historique et culturel, Pia fait partie de l'ancienne province du royaume de France, le Roussillon, qui a existé de 1659 jusqu'à la création du département des Pyrénées-Orientales en 1790 et qui recouvrait les trois vigueries du Roussillon, du Conflent et de Cerdagne.

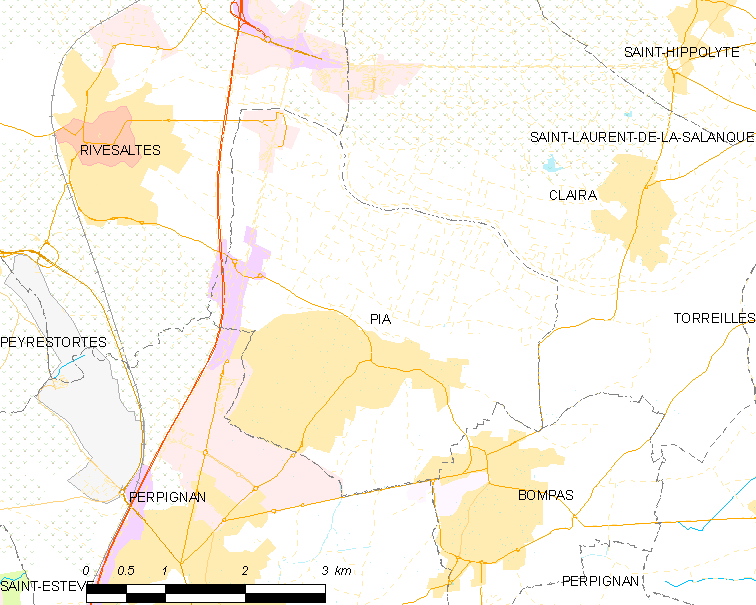
Situation de la commune.

| Rivesaltes |           | Claira |
|            | Pia       |        |
|            | Perpignan | Bompas |

### Géologie et relief
La commune est classée en zone de sismicité 3, correspondant à une sismicité modérée.

### Hydrographie
Le fleuve l'Agly et le Ruisseau de Claira (long de 8,4 km ) passent sur la commune.

### Climat
Pour des articles plus généraux, voir Climat de l'Occitanie et Climat des Pyrénées-Orientales.
En 2010, le climat de la commune est de type climat méditerranéen franc, selon une étude du CNRS s'appuyant sur une série de données couvrant la période 1971-2000. En 2020, Météo-France publie une typologie des climats de la France métropolitaine dans laquelle la commune est exposée à un climat méditerranéen et est dans la région climatique Provence, Languedoc-Roussillon, caractérisée par une pluviométrie faible en été, un très bon ensoleillement (2 600 h/an), un été chaud (21,5 °C), un air très sec en été, sec en toutes saisons, des vents forts (fréquence de 40 à 50 % de vents > 5 m/s) et peu de brouillards.
Pour la période 1971-2000, la température annuelle moyenne est de 15 °C, avec une amplitude thermique annuelle de 15,5 °C. Le cumul annuel moyen de précipitations est de 559 mm, avec 5,8 jours de précipitations en janvier et 2,5 jours en juillet. Pour la période 1991-2020, la température moyenne annuelle observée sur la station météorologique la plus proche, située sur la commune de Perpignan à 6 km à vol d'oiseau, est de 16,0 °C et le cumul annuel moyen de précipitations est de 578,3 mm,. Pour l'avenir, les paramètres climatiques de la commune estimés pour 2050 selon différents scénarios d’émission de gaz à effet de serre sont consultables sur un site dédié publié par Météo-France en novembre 2022.

### Milieux naturels et biodiversité
Aucun espace naturel présentant un intérêt patrimonial n'est recensé sur la commune dans l'inventaire national du patrimoine naturel,,.

## Urbanisme

### Typologie
Au 1er janvier 2024, Pia est catégorisée centre urbain intermédiaire, selon la nouvelle grille communale de densité à sept niveaux définie par l'Insee en 2022.
Elle appartient à l'unité urbaine de Perpignan, une agglomération intra-départementale regroupant 15  communes, dont elle est une commune de la banlieue,,. Par ailleurs la commune fait partie de l'aire d'attraction de Perpignan, dont elle est une commune de la couronne,. Cette aire, qui regroupe 118 communes, est catégorisée dans les aires de 200 000 à moins de 700 000 habitants,.

### Occupation des sols
L'occupation des sols de la commune, telle qu'elle ressort de la base de données européenne d’occupation biophysique des sols Corine Land Cover (CLC), est marquée par l'importance des territoires agricoles (65,2 % en 2018), en diminution par rapport à 1990 (85 %). La répartition détaillée en 2018 est la suivante : 
zones agricoles hétérogènes (65,2 %), zones urbanisées (27,7 %), zones industrielles ou commerciales et réseaux de communication (7,1 %). L'évolution de l’occupation des sols de la commune et de ses infrastructures peut être observée sur les différentes représentations cartographiques du territoire : la carte de Cassini (XVIIIe siècle), la carte d'état-major (1820-1866) et les cartes ou photos aériennes de l'IGN pour la période actuelle (1950 à aujourd'hui).

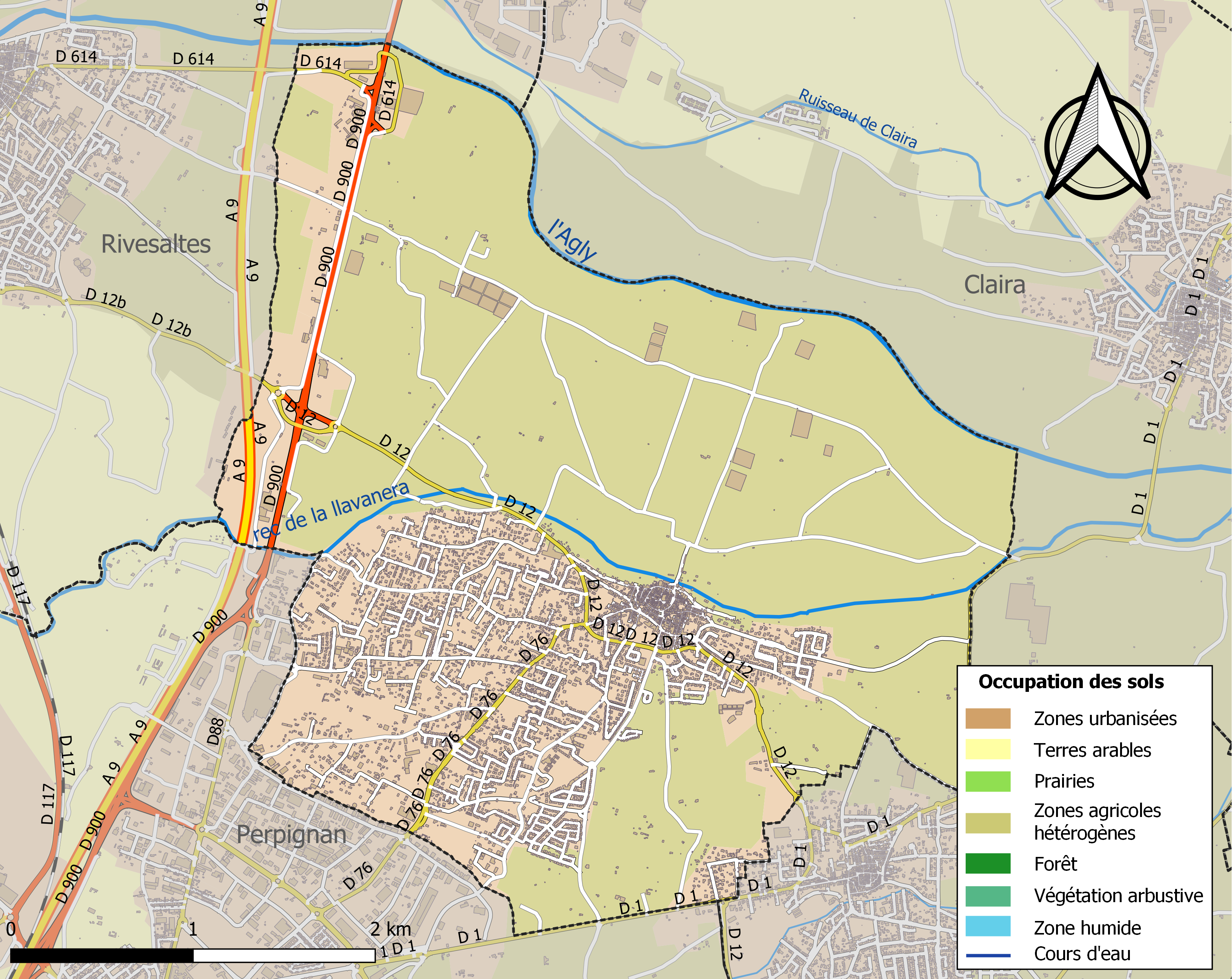
Carte des infrastructures et de l'occupation des sols de la commune en 2018 (CLC).

### Logement
En 2013, le nombre total de logements dans la commune était de 3 398.
Parmi ces logements, 90,8 % étaient des résidences principales, 2,2 % des résidences secondaires et 6,9 % des logements vacants.
La part des ménages propriétaires de leur résidence principale s’élevait à 74 %.

### Voies de communication et transports
La ligne 503 (Salses-le-Château - Gare de Perpignan) du réseau régional liO dessert la commune.

### Risques majeurs
Le territoire de la commune de Pia est vulnérable à différents aléas naturels : inondations, climatiques (grand froid ou canicule), mouvements de terrains et séisme (sismicité modérée). Il est également exposé à deux risques technologiques,  le transport de matières dangereuses et la rupture d'un barrage,.

#### Risques naturels
Certaines parties du territoire communal sont susceptibles d’être affectées par le risque d’inondation par crue torrentielle de cours d'eau du bassin de l'Agly. La commune fait partie du territoire à risques importants d'inondation (TRI) de Perpignan-Saint-Cyprien, regroupant 43 communes du bassin de vie de l'agglomération perpignanaise, un des 31 TRI qui ont été arrêtés le 12 décembre 2012 sur le bassin Rhône-Méditerranée. Des cartes des surfaces inondables ont été établies pour trois scénarios : fréquent (crue de temps de retour de 10 ans à 30 ans), moyen (temps de retour de 100 ans à 300 ans) et extrême (temps de retour de l'ordre de 1 000 ans, qui met en défaut tout système de protection),.
Les mouvements de terrains susceptibles de se produire sur la commune sont liés au retrait-gonflement des argiles. Une cartographie nationale de l'aléa retrait-gonflement des argiles permet de connaître les sols argileux ou marneux susceptibles vis-à-vis de ce phénomène.
Ces risques naturels sont pris en compte dans l'aménagement du territoire de la commune par le biais d'un plan de prévention des risques inondations.

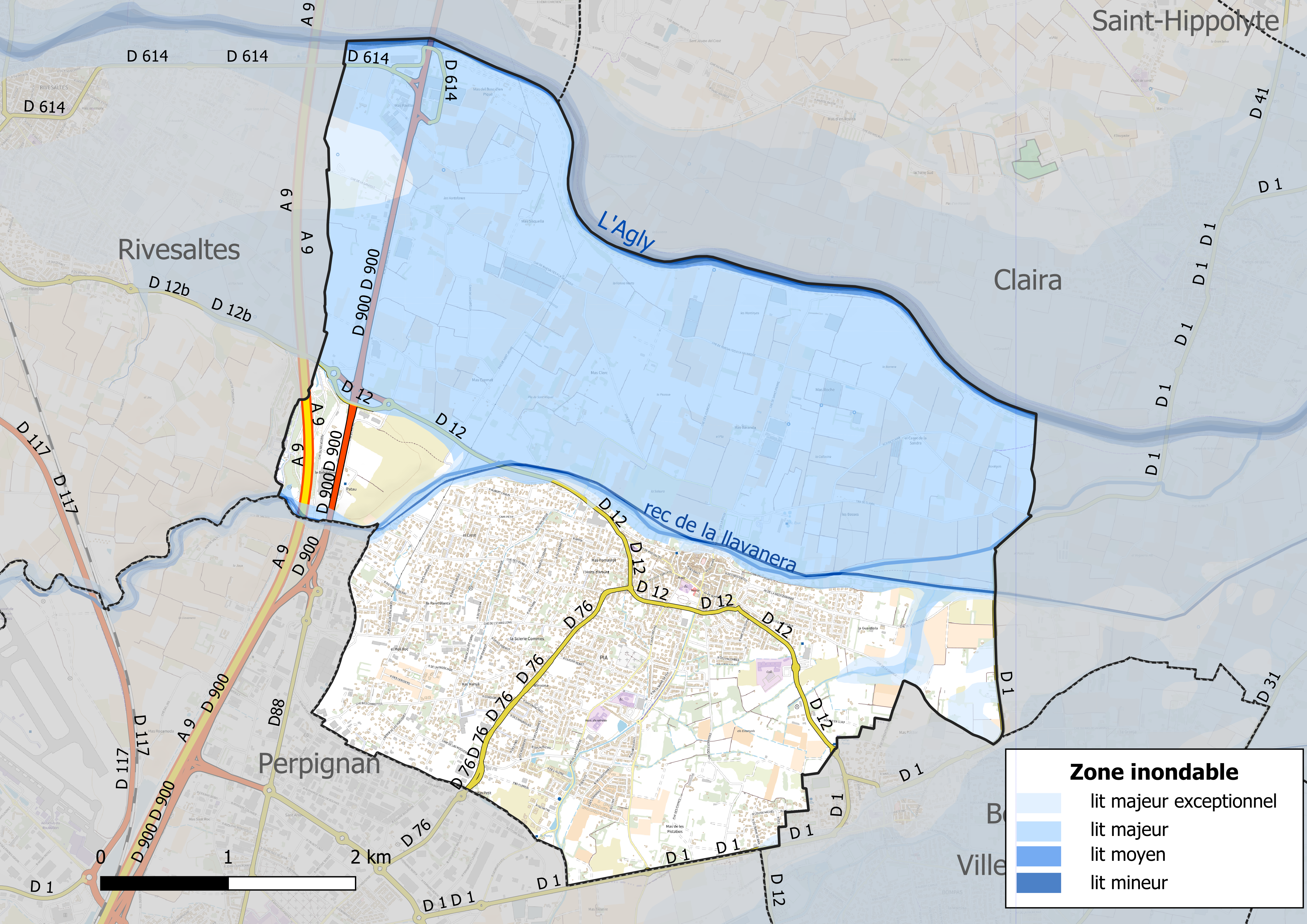
Carte des zones inondables.
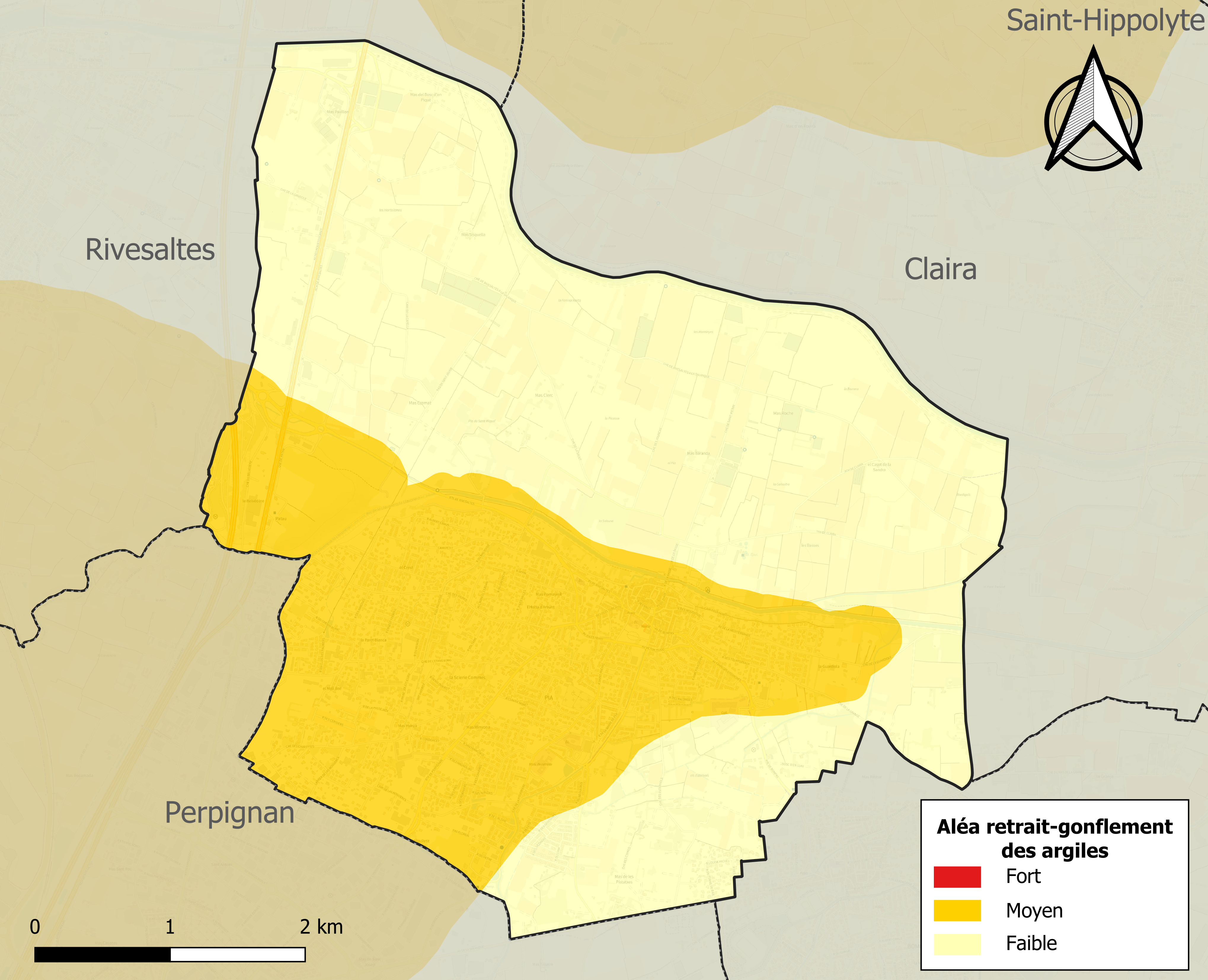
Carte des zones d'aléa retrait-gonflement des argiles.

#### Risques technologiques
Le risque de transport de matières dangereuses sur la commune est lié à sa traversée par une route à fort trafic. Un accident se produisant sur une telle infrastructure est en effet susceptible d’avoir des effets graves au bâti ou aux personnes jusqu’à 350 m, selon la nature du matériau transporté. Des dispositions d’urbanisme peuvent être préconisées en conséquence.
Dans le département des Pyrénées-Orientales, on dénombre sept grands barrages susceptibles d’occasionner des dégâts en cas de rupture. La commune fait partie des 66 communes susceptibles d’être touchées par l’onde de submersion consécutive à la rupture d’un de ces barrages, les barrages de Caramany sur l'Agly ou de Vinça sur la Têt.

## Toponymie
En catalan, le nom de la commune est Pià.

## Histoire
Le 5 juin 2015, les élections municipales de 2014 sont annulées par le Conseil d'État car le maire sortant avait utilisé le bulletin municipal de la commune pour faire sa propagande électorale contrairement à la croyance locale qui se base sur des suspicions d'irrégularités de gestion concernant les procurations de vote.
Le Maire sortant avait saisi la justice pour diffamation en raison de tracts distribués dans toutes les boites aux lettres diffusant cette suspicion avant les nouvelles élections. La décision de justice n'a pas été rendue publique le 28 janvier 2016.

## Politique et administration

### Canton
En 1790, la commune de Pia est rattachée au nouveau canton de Saint-Laurent-de-la-Salanque. Le 24 prairial an VII (12 juin 1799), elle est transférée au canton de Rivesaltes. En 1801, Pia passe au canton de Perpignan-Ouest et y reste jusqu'au 13 juillet 1973, lorsque celui-ci est supprimé, rattachant Pia au canton de Perpignan-7. Enfin, en 1985, Pia rejoint de nouveau le canton de Rivesaltes. En 2015, la commune de  Pia revient à la situation de 1790 en étant rattachée au nouveau canton de la Côte salanquaise.

### Liste des maires
| Période         | Période         | Identité               | Étiquette           | Qualité                                                                   |
| --------------- | --------------- | ---------------------- | ------------------- | ------------------------------------------------------------------------- |
| 1799            | 1808            | Gaudérique Gironnes    |                     |                                                                           |
| 1808            | 1810            | François Raynalt       |                     |                                                                           |
| 1810            | 20 juin 1815    | Étienne Foxonet        |                     |                                                                           |
| 20 juin 1815    | 3 août 1815     | Jacques Conill         |                     |                                                                           |
| 3 août 1815     | 14 octobre 1815 | Étienne Foxonet        |                     |                                                                           |
| 14 octobre 1815 | 1816            | François Billerac      |                     |                                                                           |
| 1816            | 1821            | Antoine Sédes Julia    |                     |                                                                           |
| 1816            | 1824            | Raphaël Ribeil         |                     |                                                                           |
| 1824            | 1826            | Louis Baixas           |                     |                                                                           |
| 1826            | 20 août 1830    | Étienne Foxonet        |                     |                                                                           |
| 20 août 1830    | 14 octobre 1830 | Jacques Saint Paul     |                     |                                                                           |
| 14 octobre 1830 | 1831            | Cir Balent             |                     |                                                                           |
| 1831            | 1833            | Michel Delclos         |                     |                                                                           |
| 1833            | 1838            | Xavier Casteil         |                     |                                                                           |
| 1838            | 1840            | Paulo Joseph Roig      |                     |                                                                           |
| 1840            | 1845            | Étienne Foxonet        |                     |                                                                           |
| 1845            | 1848            | Honoré Guiter          |                     |                                                                           |
| 1848            | 1851            | Bonaventure Passama    |                     |                                                                           |
| 1851            | 1852            | Joseph Baixas          |                     |                                                                           |
| 1852            | 1858            | Joseph Beringo         |                     |                                                                           |
| 1858            | 1865            | Paulo François Roig    |                     |                                                                           |
| 1865            | 1870            | Jean Foxonet           |                     |                                                                           |
| 1870            | 1871            | Joseph Baixas Finateu  |                     |                                                                           |
| 1871            | 1871            | Jean Foxonet           |                     |                                                                           |
| 1871            | 1876            | François Fillols       |                     |                                                                           |
| 1876            | 1876            | Pierre Castany         |                     |                                                                           |
| 1876            | 1878            | Jacques Deroche        |                     |                                                                           |
| 1878            | 1880            | Bonaventure Passama    |                     |                                                                           |
| 1880            | 1884            | Joseph Baixas Finateu  |                     |                                                                           |
| 1884            | 1900            | Jules de Lamer         |                     |                                                                           |
| 1900            | 1904            | Joseph Bobo            |                     |                                                                           |
| 1904            | 1910            | Joseph Carrère         |                     |                                                                           |
| 1910            | 1912            | Bonaventure Guisonnier |                     |                                                                           |
| 1912            | 1929            | Joseph Cassagnes       |                     |                                                                           |
| 1929            | 1945            | Jean Bataille          |                     |                                                                           |
| 1945            | 1947            | Lucien Roca            |                     |                                                                           |
| 1947            | 1960            | François Cassagnes     |                     |                                                                           |
| 1960            | 1975            | Gaston Fontanell       |                     |                                                                           |
| 1975            | mars 1983       | François Gorgorio      |                     |                                                                           |
| mars 1983       | juin 2015       | Guy Parès,             | PS                  | Receveur des postes retraité                                              |
| septembre 2015  | 2020            | Michel Maffre          | PS                  | Retraité Président de la CC Corbières Salanque Méditerranée (2017 → 2020) |
| 2020            | En cours        | Jérôme Palmade         | Ext. droite puis LR | Sapeur pompier                                                            |

## Population et société

### Démographie ancienne
La population est exprimée en nombre de feux (f) ou d'habitants (H).
| 1358  | 1365  | 1378 | 1424 | 1470 | 1515 | 1553 | 1643 | 1709  |
| ----- | ----- | ---- | ---- | ---- | ---- | ---- | ---- | ----- |
| 155 f | 167 f | 36 f | 26 f | 70 f | 56 f | 49 f | 69 f | 108 f |

| 1720  | 1730  | 1755  | 1765  | 1767  | 1774  | 1789  | 1790    | - |
| ----- | ----- | ----- | ----- | ----- | ----- | ----- | ------- | - |
| 177 f | 165 f | 222 f | 600 H | 820 H | 165 f | 220 f | 1 092 H | - |

### Démographie contemporaine
L'évolution du nombre d'habitants est connue à travers les recensements de la population effectués dans la commune depuis 1793. Pour les communes de moins de 10 000 habitants, une enquête de recensement portant sur toute la population est réalisée tous les cinq ans, les populations de référence des années intermédiaires étant quant à elles estimées par interpolation ou extrapolation. Pour la commune, le premier recensement exhaustif entrant dans le cadre du nouveau dispositif a été réalisé en 2007.

En 2022, la commune comptait 11 174 habitants, en évolution de +25,72 % par rapport à 2016 (Pyrénées-Orientales : +3,92 %, France hors Mayotte : +2,11 %).
| 1793 | 1800  | 1806  | 1821  | 1831  | 1836  | 1841  | 1846  | 1851  |
| ---- | ----- | ----- | ----- | ----- | ----- | ----- | ----- | ----- |
| 976  | 1 019 | 1 062 | 1 298 | 1 362 | 1 413 | 1 415 | 1 452 | 1 492 |

| 1856  | 1861  | 1866  | 1872  | 1876  | 1881  | 1886  | 1891  | 1896  |
| ----- | ----- | ----- | ----- | ----- | ----- | ----- | ----- | ----- |
| 1 529 | 1 552 | 1 583 | 1 656 | 1 777 | 1 876 | 1 953 | 1 903 | 1 854 |

| 1901  | 1906  | 1911  | 1921  | 1926  | 1931  | 1936  | 1946  | 1954  |
| ----- | ----- | ----- | ----- | ----- | ----- | ----- | ----- | ----- |
| 1 953 | 1 951 | 1 872 | 1 785 | 1 713 | 1 693 | 1 675 | 1 581 | 1 725 |

| 1962  | 1968  | 1975  | 1982  | 1990  | 1999  | 2006  | 2007  | 2012  |
| ----- | ----- | ----- | ----- | ----- | ----- | ----- | ----- | ----- |
| 1 937 | 2 147 | 2 503 | 3 226 | 4 105 | 5 120 | 6 882 | 7 134 | 7 955 |

| 2017  | 2022   | - | - | - | - | - | - | - |
| ----- | ------ | - | - | - | - | - | - | - |
| 9 035 | 11 174 | - | - | - | - | - | - | - |

| selon la population municipale des années : | 1968 | 1975 | 1982 | 1990 | 1999 | 2006 | 2009 | 2013 |
| Rang de la commune dans le département      | 24   | 24   | 21   | 20   | 17   | 13   | 11   | 10   |
| Nombre de communes du département           | 232  | 217  | 220  | 225  | 226  | 226  | 226  | 226  |

### Manifestations culturelles et festivités
- Fête patronale : 16 octobre[46] ;
- Fête communale : 5 août[46].

### Sports

#### Rugby à XIII

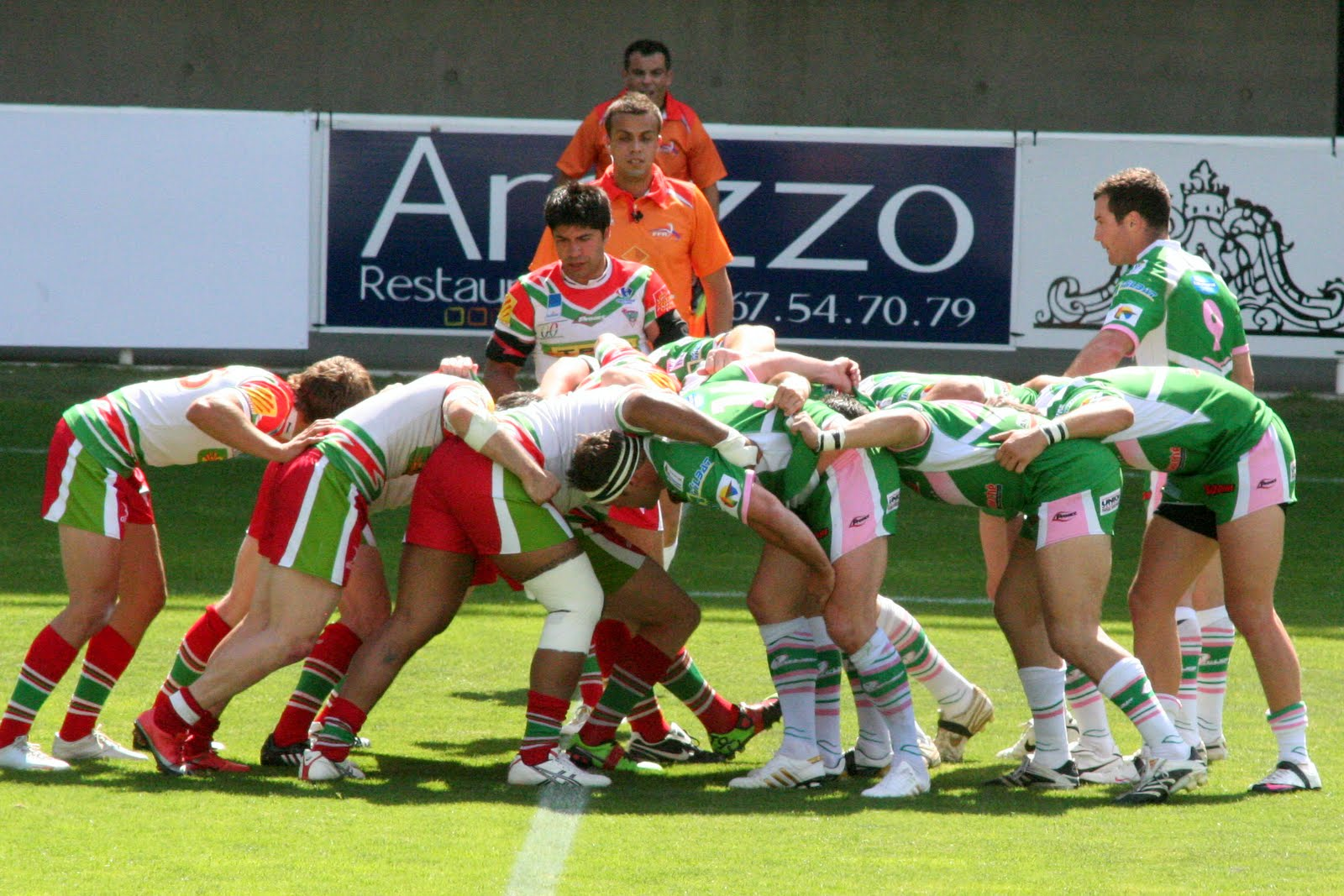
Le S.M. Pia à gauche face au F.C. Lézignan en 2010.

Le XIII Baroudeur de Pia s'est substitué au « Salanque Méditérranée Pia rugby XIII » (S.M. Pia), club créé en 1960 et s'étant mis en sommeil en 2013. Il s'agit d'un club de rugby à XIII dont l'équipe première du club évolue dans le championnat de France de première division - le Super XIII depuis 2022. Il évolue au Stade Daniel-Ambert de Pia, stade pouvant contenir jusqu'à 4 500 personnes. Le S.M. Pia, quant à lui, a été mis en sommeil en 2013, il s'agit du club prestigieux ayant remporté à quatre reprises le Championnat de France en 1995, 2006, 2007 et 2013.

#### Rugby à XV
L'US Pia est le club de rugby à XV de Pia. En 2011, il a été champion de France de 2e série.

## Économie

### Revenus
En 2018, la commune compte 3 510 ménages fiscaux, regroupant 8 950 personnes. La médiane du revenu disponible par unité de consommation est de 18 480 € (19 350 € dans le département). 40 % des ménages fiscaux sont imposés (42,1 % dans le département).

### Emploi
|                | 2008   | 2013   | 2018   |
| -------------- | ------ | ------ | ------ |
| Commune        | 8,9 %  | 10,2 % | 13,2 % |
| Département    | 10,3 % | 12,9 % | 13,3 % |
| France entière | 8,3 %  | 10 %   | 10 %   |

En 2018, la population âgée de 15 à 64 ans s'élève à 5 674 personnes, parmi lesquelles on compte 70,1 % d'actifs (56,9 % ayant un emploi et 13,2 % de chômeurs) et 29,9 % d'inactifs,. Depuis 2008, le taux de chômage communal (au sens du recensement) des 15-64 ans est inférieur à celui du département, mais supérieur à celui de la France.
La commune fait partie de la couronne de l'aire d'attraction de Perpignan, du fait qu'au moins 15 % des actifs travaillent dans le pôle,. Elle compte 1 934 emplois en 2018, contre 1 810 en 2013 et 1 718 en 2008. Le nombre d'actifs ayant un emploi résidant dans la commune est de 3 261, soit un indicateur de concentration d'emploi de 59,3 % et un taux d'activité parmi les 15 ans ou plus de 54,9 %.
Sur ces 3 261 actifs de 15 ans ou plus ayant un emploi, 951 travaillent dans la commune, soit 29 % des habitants. Pour se rendre au travail, 89,1 % des habitants utilisent un véhicule personnel ou de fonction à quatre roues, 1,6 % les transports en commun, 5,8 % s'y rendent en deux-roues, à vélo ou à pied et 3,5 % n'ont pas besoin de transport (travail au domicile).

### Activités hors agriculture

#### Secteurs d'activités
779 établissements sont implantés  à Pia au 31 décembre 2019. Le tableau ci-dessous en détaille le nombre par secteur d'activité et compare les ratios avec ceux du département,.
| Secteur d'activité                                                                                        | Commune | Commune | Département |
| Secteur d'activité                                                                                        | Nombre  | %       | %           |
| --- | ------- | ------- | ----------- |
| Ensemble                                                                                                  | 779     | 100 %   | (100 %)     |
| Industrie manufacturière, industries extractives et autres                                                | 48      | 6,2 %   | (8,7 %)     |
| Construction                                                                                              | 220     | 28,2 %  | (14,3 %)    |
| Commerce de gros et de détail, transports, hébergement et restauration                                    | 190     | 24,4 %  | (30,5 %)    |
| Information et communication                                                                              | 11      | 1,4 %   | (1,9 %)     |
| Activités financières et d'assurance                                                                      | 18      | 2,3 %   | (3 %)       |
| Activités immobilières                                                                                    | 34      | 4,4 %   | (6,2 %)     |
| Activités spécialisées, scientifiques et techniques et activités de services administratifs et de soutien | 118     | 15,1 %  | (13 %)      |
| Administration publique, enseignement, santé humaine et action sociale                                    | 78      | 10 %    | (13,9 %)    |
| Autres activités de services                                                                              | 62      | 8 %     | (8,5 %)     |

Le secteur de la construction est prépondérant sur la commune puisqu'il représente 28,2 % du nombre total d'établissements de la commune (220 sur les 779 entreprises implantées  à Pia), contre 14,3 % au niveau départemental.

#### Entreprises et commerces
Les cinq entreprises ayant leur siège social sur le territoire communal qui génèrent le plus de chiffre d'affaires en 2020 sont : 
- Societe Des Productions Mitjavila, fabrication d'articles textiles, sauf habillement (39 471 k€)
- Ibazur Commercial, commerce de gros (commerce interentreprises) d'autres biens domestiques (18 766 k€)
- Ste Mediterraneenne De Distribution - Somedis, commerce de gros (commerce interentreprises) de combustibles et de produits annexes (17 896 k€)
- Travaux Publics 66 - Tp66, construction de routes et autoroutes (17 375 k€)
- Entreprise Sempere Et Fils, travaux de maçonnerie générale et gros œuvre de bâtiment (6 115 k€)

### Agriculture
La commune est dans la « plaine du Roussillon », une petite région agricole occupant la bande côtière et une grande partie centrale du département des Pyrénées-Orientales. En 2020, l'orientation technico-économique de l'agriculture  sur la commune est la polyculture et/ou le polyélevage.
|               | 1988 | 2000 | 2010 | 2020 |
| ------------- | ---- | ---- | ---- | ---- |
| Exploitations | 199  | 87   | 37   | 30   |
| SAU (ha)      | 674  | 462  | 362  | 405  |

Le nombre d'exploitations agricoles en activité et ayant leur siège dans la commune est passé de 199 lors du recensement agricole de 1988  à 87 en 2000 puis à 37 en 2010 et enfin à 30 en 2020, soit une baisse de 85 % en 32 ans. Le même mouvement est observé à l'échelle du département qui a perdu pendant cette période 73 % de ses exploitations,. La surface agricole utilisée sur la commune a également diminué, passant de 674 ha en 1988 à 405 ha en 2020. Parallèlement la surface agricole utilisée moyenne par exploitation a augmenté, passant de 3 à 14 ha.

## Culture locale et patrimoine

### Monuments et lieux touristiques

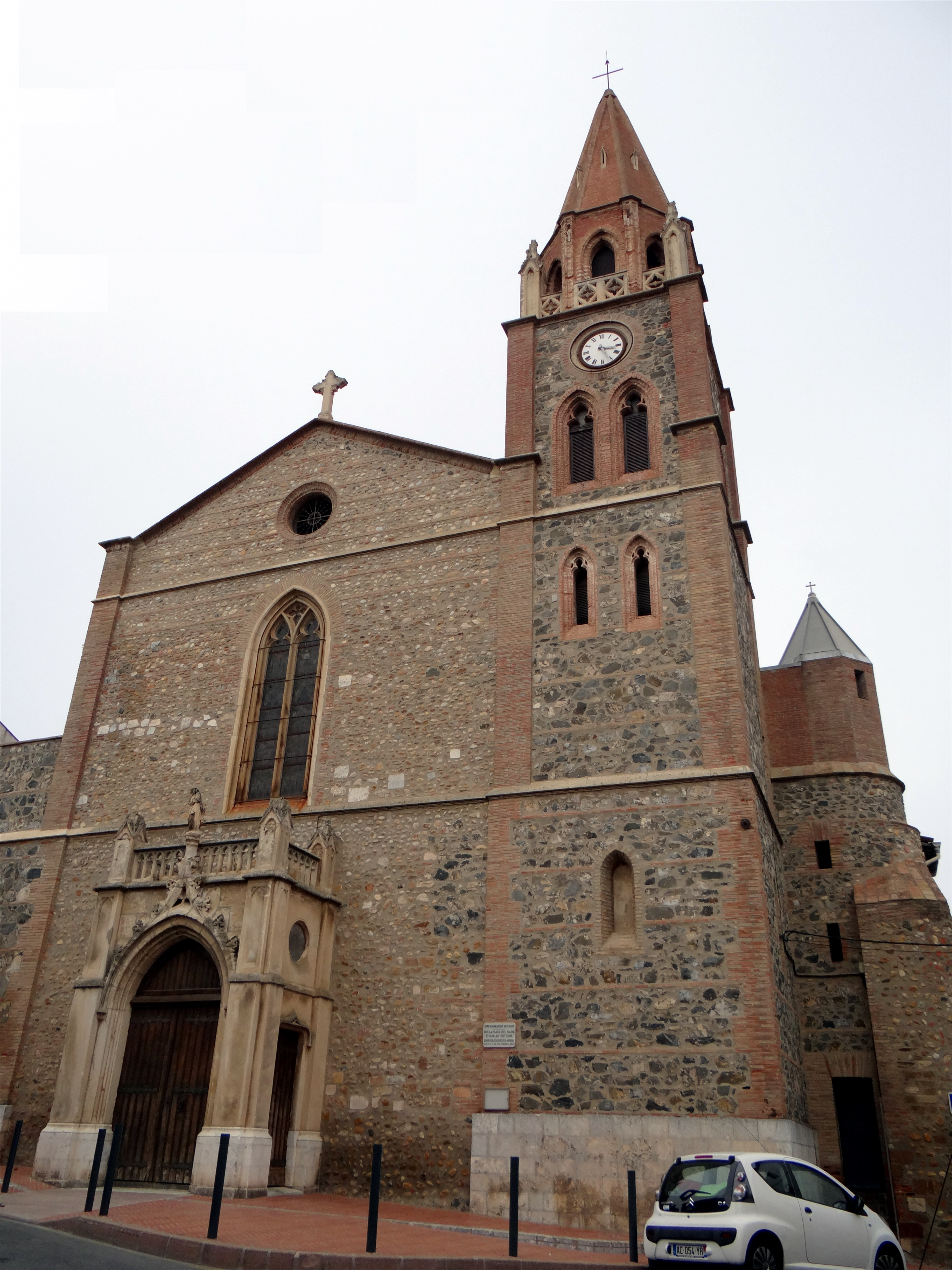
L’église Saint-Cyr et Sainte-Julitte

- L’église Saint-Cyr et Sainte-Julitte : L'église est consacrée à ces deux Saints (mère et fils) qui auraient été martyrisés pour être soupçonnés d’être chrétiens, vers l’an 230 sous l’empereur Alexandre, à Tarse en Cilicie[52].
- Église Notre-Dame-de-la-Salut de Pia.

### Personnalités liées à la commune
- Joseph-François Reste (1879-1976) : gouverneur général de l'Afrique-Équatoriale française, né à Pia.

### Héraldique
| Blason de Pia | Blason  | Parti, au premier d'argent à la fasce de gueules, au second de sinople plain. |
| Blason de Pia | Détails | Le statut officiel du blason reste à déterminer.                              |